# Ernie Watts
Ernest James Watts (23 d'octubre de 1945), més conegut com Ernie Watts, és un músic de jazz i rhythm and blues. Toca el saxo tenor, saxo alt, saxo soprano i flauta. És conegut com a músic de sessió i pel seu treball a la banda de Charlie Haden, Quartet West. Va participar en la gira de 1981 de The Rolling Stones, i en la pel·lícula de la banda, Let's Spend the Night Together (1982).

## Biografia
Nascut a Norfolk, Virgínia, després d'estudiar al Berklee College of Music, de 1966 a 1968 va treballar a la banda de Buddy Rich, tocant el saxo alt juntament amb Lou Marini. Durant 20 anys va tocar el saxo tenor a The Tonight Show Band, dirigida per Doc Severinsen. Va participar en molts dels àlbums de Marvin Gaye per a Motown durant la dècada de 1970, en els àlbums d'estudi del compositor, músic i artista nord-americà Barry White, i com a músic de sessió durant 25 anys a Los Angeles.

## Discografia

### Com a director
- The Wonder Bag (Vault, 1972)
- Look In Your Heart (Elektra, 1980)
- Chariots of Fire (Qwest, 1982)
- Musician (Qwest, 1985)
- Sanctuary (Qwest, 1986)
- The Ernie Watts Quartet (JVC, 1987 [1991])
- Afoxament amb Gilberto Gil (CTI, 1991)
- Reaching Up (JVC, 1994)
- Unity (JVC, 1995)
- Long Road Home (JVC, 1996)
- Classic Moods (JVC, 1998)
- Reflections amb Ron Feuer (Flying Dolphin, 2000)
- Alive (Flying Dolphin, 2004)
- Spirit Song (Flying Dolphin, 2005)
- Analog Man (Flying Dolphin, 2006)
- To The Point (Flying Dolphin, 2007)
- Four Plus Four (Flying Dolphin, 2009)
- Oasis (Flying Dolphin, 2011)

### Com a acompanyant
Amb Billy Alessi and Bobby Alessi
- Words and Music (A&M, 1979)
- Long Time Friends (Qwest, 1982)

Amb Paul Anka
- Walk a Fine Line (CBS, 1983)

Amb Willie Bobo
- Tomorrow Is Here (1977)

Amb Brass Fever
- Time Is Running Out (Impulse!, 1976)

Amb Kenny Burrell
- Both Feet on the Ground (Fantasy, 1973)

Amb Donald Byrd
- Caricatures (Blue Note, 1976)

Amb Stanley Clarke
- Time Exposure (CBS, 1984)

Amb Billy Cobham
- Inner Conflicts (Atlantic, 1978)

Amb Randy Crawford
- Secret Combination (Warner Bros., 1981)

Amb Torsten de Winkel i Hellmut Hattler
- Mastertouch (EMI, 1985)

Amb Marvin Gaye
- Let's Get It On (Tamla, 1973)
- Want You (Tamla, 1976)

Amb Dizzy Gillespie
- Free Ride (Pablo, 1977) compost i arreglat per Lalo Schifrin

Amb Charlie Haden
- Quartet West (Verve, 1986)
- In Angel City (Verve, 1988)
- The Montreal Tapes: Liberation Music Orchestra (Verve, 1989 [1999])
- Haunted Heart (Verve, 1991)
- Always Say Goodbye (Verve, 1993)
- Now Is the Hour (Verve, 1995)
- The Art of the Song (Verve, 1999)

Amb Bobby Hutcherson
- Head On (Blue Note, 1971)
- Linger Lane (Blue Note, 1975)
- Montara (Blue Note, 1975)

Amb Milt Jackson
- Memphis Jackson (Impulse!, 1969)

Amb Carole King
- Music (Ode, 1971)

Amb John Mayall
- Moving On (Polydor, 1973)

Amb Blue Mitchell
- Vital Blue (Mainstream, 1971)

Amb Frank Zappa i The Mothers
- The Grand Wazoo (1972)

Amb New Stories
- Speakin' Out (1998)

Amb Moacir Santos
- Carnival of the Spirits (Blue Note, 1975)

Amb Lalo Schifrin
- Gypsies (Tabu, 1978)
- No One Home (Tabu, 1979)

Amb Gábor Szabó
- Faces (Mercury, 1977)